# Деміен Льюїс
Деміен Воткин Льюїс (англ. Damian Watcyn Lewis; нар. 11 лютого 1971) — британський актор і продюсер. Відомий за ролями детектива Чарлі Крюса у драмі «Життя як вирок», майора Річарда Вінтерса в мінісеріалі «Брати по зброї», сержанта морської піхоти Ніколаса Броуді в серіалі «Батьківщина» та мільярдера Боббі Аксельрода у серіалі «Мільярди».
За виконання ролі сержанта Ніколаса Броуді в телесеріалі каналу Showtime «Батьківщина» Льюїс двічі був (2011 та 2012 року) номінований на премію «Золотий глобус», до того ж вдруге отримав її. Крім того, 2012 року він також був нагороджений премією «Еммі» та номінувався на неї в 2013 та 2016 роках. Має ще дві «акторські» номінації на «Золотий глобус»: 2002 («Брати по зброї») та 2016 рік («Вовча зала»). У 2014 році став офіцером ордена Британської імперії.

## Особисте життя
4 липня 2007 року одружився з акторкою Гелен Маккрорі. 2 листопада 2007 року у них народився син Гулівер. 8 вересня 2006 року народилася дочка Манон.

## Фільмографія
| Рік       | Українська назва                              | Оригінальна назва                                 | Роль                      |
| --------- | --------------------------------------------- | ------------------------------------------------- | ------------------------- |
| 1993      | Кохання Міккі                                 | Micky Love                                        | Клайв                     |
| 1995      | Пуаро Агати Крісті (епізод Хікорі Дікорі Док) | «Hickory Dickory Dock» in Agatha Christie: Poirot | Леонард Бетсон            |
| 1996      | Детектив Джек Фрост                           | «Deep Waters» in A Touch of Frost                 | Адам Уэстон               |
| 1996      | Хворий                                        | Ill                                               | Мак                       |
| 1997      | Робінзон Крузо                                | Robinson Crusoe                                   | Патрік Коннор             |
| 1999      | Воїни                                         | Warriors                                          | лейтенант Ніл Лохрі       |
| 2000      | Життєва сила                                  | Life Force                                        | Курт Глемзер              |
| 2000      | Серця і кості                                 | Hearts and Bones                                  | Марк Роуз                 |
| 2001      | Брати по зброї                                | Band of Brothers                                  | майор Річард Вінтерс      |
| 2002      | Джеффрі Арчер: Істина                         | Jeffrey Archer: The Truth                         | Джеффрі Арчер             |
| 2002—2003 | Сага про Форсайтів                            | The Forsyte Saga                                  | Сомс Форсайт              |
| 2003      | Ловець снів                                   | Dreamcatcher                                      | Гери Джонс                |
| 2004      | В руках Бога                                  | Keane                                             | Вільям Кайн               |
| 2004      | Наречені                                      | Nyfes                                             | Норман Харріс             |
| 2005      | Втеча з замку Колдіц                          | Colditz                                           | Ніколос МакГрейд          |
| 2005      | Хромофобія                                    | Chromophobia                                      | Маркус                    |
| 2005      | Шекспір на новий лад                          | ShakespeaRe-Told                                  | Бенедікт                  |
| 2005      | Незакінчене життя                             | An Unfinished Life                                | Гері Вінстон              |
| 2005      | Друзі і крокодили                             | Friends & Crocodiles                              | Паул Рейнлодс             |
| 2006      | Ситуація                                      | Situation                                         | Ден Мьорфі                |
| 2006      | Громобій                                      | Stormbreaker                                      | Яссен Грегорович          |
| 2007—2009 | Життя як вирок                                | Life                                              | Чарлі Крюс                |
| 2007      | Залягти на дно у Гвінфіді                     | The Baker                                         | Майло                     |
| 2007      | Фінеас і Ферб                                 | Phineas and Ferb                                  | Агент Дабл-00 (озвучення) |
| 2008      | Втеча з в'язниці                              | The Escapist                                      | Ріцца                     |
| 2011      | Хоробрі перцем                                | Your Highness                                     | Боремонт                  |
| 2011      | Вілл                                          | Will                                              | Гарет                     |
| 2011      | Вкрадений                                     | Stolen                                            | Ентоні Картер             |
| 2011—2014 | Батьківщина                                   | Homeland                                          | Ніколас Броуді            |
| 2012      | Летючий загін Скотланд-Ярду                   | The Sweeney                                       | Френк Хаскінс             |
| 2013      | Ромео і Джульєтта                             | Romeo and Juliet                                  | Сіньор Капулетті          |
| 2015      | Королева пустелі                              | Queen of the Desert                               | Чарльз Доті-Вайлі         |
| 2015      | Вовча зала                                    | Wolf Hall                                         | Генріх VIII               |
| 2016      | Мільярди                                      | Billions                                          | Боббі Аксельрод           |
| 2016      | Такий же зрадник, як і ми                     | Our Kind of Traitor                               | Гектор                    |
| 2019      | Одного разу в Голлівуді                       | Once Upon A Time In Hollywood                     | Стів Макквін              |

## Нагороди та номінації
Наразі має 5 нагород і ще 25 номінацій, які залишилися без перемоги.
Нижче перераховані основні нагороди і номінації. Повний список див. на IMDb.com [Архівовано 1 січня 2017 у Wayback Machine.]

### Нагороди
- Премія «Еммі»
  - 2012 — Найкраща чоловіча роль у драматичному серіалі «Батьківщина»
- Премія «Золотий глобус»
  - 2013 — Найкраща чоловіча роль на ТБ (драма) за серіал «Батьківщина»

### Номінації
- Премія «Золотий глобус»
  - 2002 — Найкращий актор міні-серіалу або фільму на ТБ за «Брати по зброї»
  - 2012 — Найкраща чоловіча роль на ТБ (драма) за серіал «Батьківщина»
  - 2016 — Найкращий актор другого плану міні-серіалу або фільму на ТБ за «Вовчий зал»
- Премія «Еммі»
  - 2013 — Найкраща чоловіча роль у драматичному серіалі «Батьківщина»
  - 2015 — Найкраща чоловіча роль другого плану в міні-серіалі або телефільмі за «Вовчий зал»
- Премія Гільдії акторів
  - 2013 — Найкращий акторський склад драматичного серіалу «Батьківщина»
  - 2013 — Найкращий актор драматичного серіалу «Батьківщина»
  - 2014 — Найкращий акторський склад драматичного серіалу «Батьківщина»